# Leila Martínez
Leila Consuelo Martínez Ortega (Havana, 27 april 1994), spelersnaam Leila, is een Cubaans beachvolleyballer. Ze nam eenmaal deel aan de Olympische Spelen.

## Carrière
Leila vormde van 2012 tot en met 2016 een team met Lianma Flores. Het duo was voornamelijk in de NORCECA Beach Volleyball Tour en behaalde daarbij meerdere overwinningen en podiumplaatsen. In 2015 namen ze deel aan de wereldkampioenschappen in Nederland; na twee nederlagen en een overwinning strandde het team in de groepsfase. Bij de Pan-Amerikaanse Spelen in Toronto wonnen Leila en Lianma de zilveren medaille nadat de finale verloren ging tegen de Argentijnsen Ana Gallay en Georgina Klug. In 2017 speelde Leila samen met Lidianny 'Lidy' Echevarría. In de continentale competitie boekten ze twee overwinningen (La Paz en Grand Cayman) en een tweede plaats (Varadero). Daarnaast deden ze mee aan de WK in Wenen; daar bereikte het duo de achtste finale die verloren werd van Brandie Wilkerson en Heather Bansley uit Canada. Na afloop behaalden ze in de FIVB World Tour ook een negende plaats in Qinzhou.
Van 2018 tot en met 2021 vormde Leila een duo met Maylen Deliz. Het eerste jaar behaalden ze een eerste en tweede plaats bij de NORCECA-toernooien van respectievelijk Varadero en Aguascalientes. Op mondiaal niveau namen ze deel aan drie wedstrijden waarbij ze een overwinning boekten in Aydın. Daarnaast wonnen ze het goud bij de Centraal-Amerikaanse en Caraïbische Spelen in Barranquilla door het Colombiaanse duo Diana Ríos en Yuli Ayala in de finale te verslaan. Het daaropvolgende seizoen behaalden ze vier zeges op rij in het continentale beachvolleybalcircuit (Aguascalientes, Grand Cayman, Managua en Varadero). Internationaal kwamen ze tot twee negende plaatsen en deden ze mee aan de WK in Hamburg waar ze na drie nederlagen in de groepsronde werden uitgeschakeld. Bovendien namen Leila en Maylen deel aan de Pan-Amerikaanse Spelen in Lima. In de halve finale verloren ze van Gallay en Fernanda Pereyra en in de wedstrijd om het brons was het Braziliaanse duo Carolina Horta en Ângela Lavalle te sterk, waardoor ze als vierde eindigden.
In 2021 was Leila met Maylen actief op drie FIVB-toernooien in Cancun met een negende plaats als beste resultaat. Vervolgens deed ze met Lidy mee aan de Olympische Spelen in Tokio. De twee bereikten via de tussenronde – die gewonnen werd van de Nederlandsen Katja Stam en Raïsa Schoon – de achtste finale, waar ze werden uitgeschakeld door de latere olympisch kampioenen April Ross en Alix Klineman. Het seizoen daarop wonnen Leila en Lidy het NORCECA-toernooi in Varadero en namen ze deel aan de WK in Rome waar ze in de tussenronde werden uitgeschakeld door Esmée Böbner en Zoé Vergé-Dépré uit Zwitserland.

## Palmares
Kampioenschappen
- 2015:  Pan-Amerikaanse Spelen
- 2017: 9e WK
- 2021: 9e OS

FIVB World Tour
- 2018:  1* Aydın